# Sanel Ibrahimović
Sanel Ibrahimović (* 24. November 1987 in Tuzla, SFR Jugoslawien) ist ein bosnisch-herzegowinischer Fußballspieler und  Trainer.

## Als Spieler

### Verein
Ibrahimović wurde 1987 in Tuzla geboren. Mit sechs Jahren begann er mit dem Fußballspielen beim FK Sloboda und wechselte später zum  kroatischen Futsalverein FC Osijek. 2008 zog er mit seiner Familie nach Luxemburg. 2009 schloss er sich dem Zweitligaverein FC Wiltz 71 an. Mit 26 Toren in 23 Spielen trug er zur Meisterschaft in der Ehrenpromotion und dem damit verbundenen Aufstieg in die Nationaldivision bei. In der Folgesaison 2010/11 wurde Ibrahimović mit 18 Toren Torschützenkönig der höchsten Luxemburgischen Liga. Allerdings erreichte er mit Wiltz lediglich den zwölften Platz in der Liga und nach verlorenem Relegationsspiel musste die Mannschaft nach einem Jahr Erstligazugehörigkeit wieder absteigen. Ibrahimović wechselte daraufhin zu FC RM Hamm Benfica und spielte damit weiter in der Nationaldivision. Für Hamm schoss er 20 Tore in 24 Spielen und belegte am Saisonende 2011/12 mit der Mannschaft den siebenten Tabellenplatz. Ibrahimović verließ Hamm nach nur einer Saison und schloss sich dem Vizemeister Jeunesse Esch an. In der Saison 2012/13 erreichte der mit Esch den Dritten Tabellenplatz und gewann den nationalen Pokal. Von der Saison 2015/16 an spielte er vier Jahre für den F91 Düdelingen und gewann dort zehn nationale Titel. In seinen insgesamt 217 Spielen in der BGL Ligue konnte der Stürmer 130 Tore erzielen. Im Sommer 2019 wechselte er dann zurück zu seinem ehemaligen Verein FC Wiltz 71 in die Ehrenpromotion. Dort schoss der mittlerweile 31-jährige Angreifer 20 Tore in den ersten 15 Ligaspielen, bevor die Saison im April 2020 wegen der Corona-Pandemie abgebrochen wurde. Als Tabellenzweiter stieg sein Team aber trotzdem in die BGL Ligue auf und Ibrahimovic wurde Torschützenkönig. Zwei Jahre später beendete der Stürmer vorerst seine aktive Karriere, in 314 Spielen erzielte Ibrahimovic insgesamt 197 Treffer in den ersten beiden luxemburgischen Ligen. Am 5. November 2023 gab er dann aushilfsweise sein Comeback für den Drittligisten Union Remich/Bous, als er bei der 2:3-Niederlage gegen den FC Schengen einen Treffer erzielte. Im Monat davor absolvierte er auch schon vereinzelte Partien als Spielertrainer der Reserve. Nach den Winterpause war Ibrahimović dann wieder fest im Kader der 1. Mannschaft, erzielte bis zum Saisonende in 20 Ligaspielen zehn Tore und rettete den Verein im anschließenden Barragespiel mit einem weiteren Treffer gegen die Green Boys Harlingen/Tarchamps (2:0) vor dem Abstieg in die 2. Division.

### Erfolge
- Luxemburgischer Meister 2016, 2017, 2018, 2019
- Luxemburgischer Pokalsieger 2013, 2016, 2017, 2019
- Luxemburgischer Ligapokalsieger 2016, 2018
- Torschützenkönig der BGL Ligue: 2011, 2014, 2015
- Torschützenkönig der Ehrenpromotion: 2020
- Fußballer des Jahres in Luxemburg: 2014[5]

## Als Trainer
Am 23. Dezember 2022 gab der luxemburgische Drittligist Union Remich/Bous bekannt, dass Ibrahimovic zur Rückrunde die Reservemannschaft des Vereins trainieren wird.